# Eurostar Italia

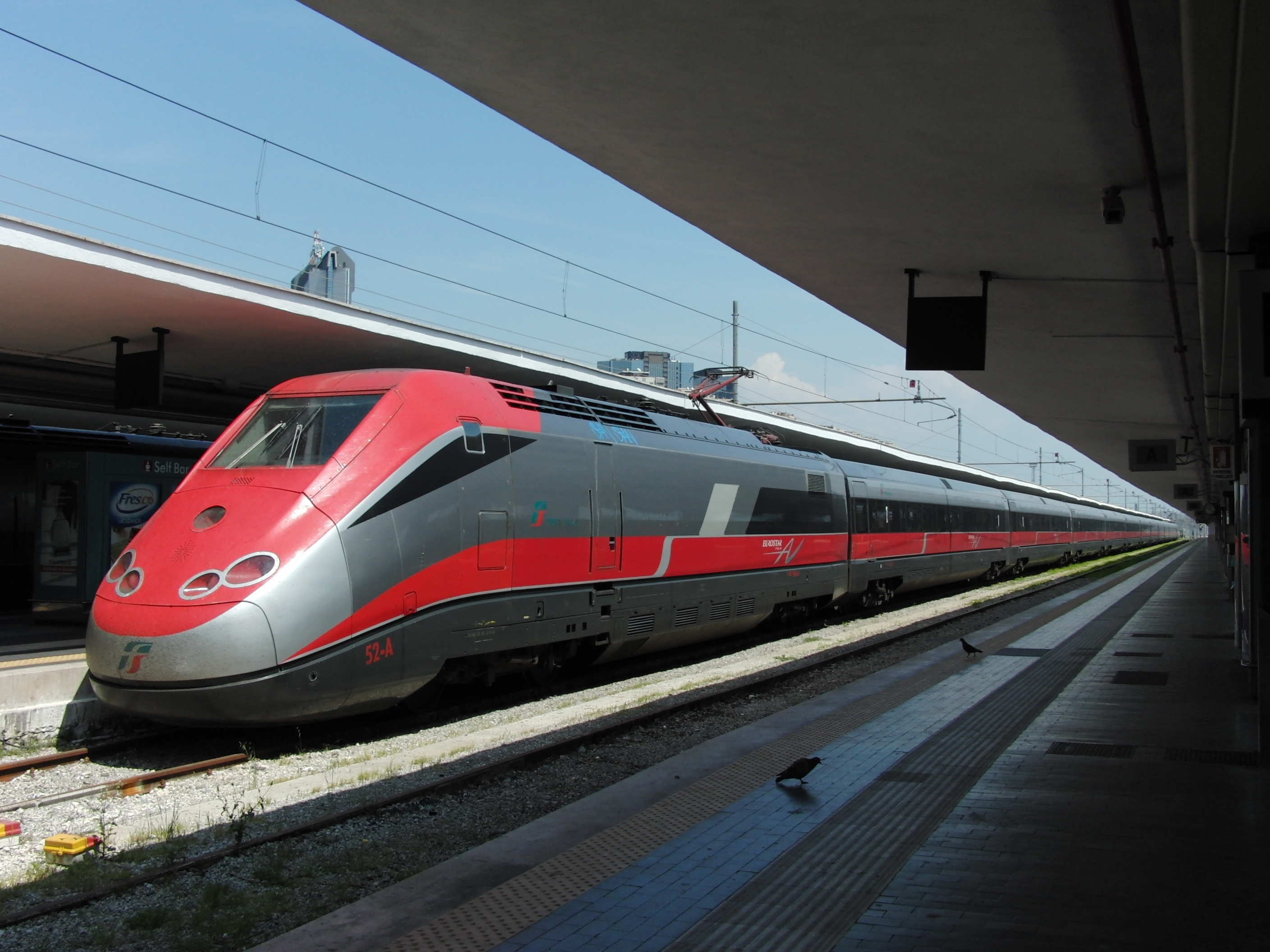
Frecciarossa

Eurostar Italia é a denominação dada aos comboios que ligam Roma, a capital italiana, com as cidades de Ravena e Reggio Calabria.
Até junho de 2012, a denominação Eurostar Italia também referia-se aos seguintes comboios:
- Eurostar Alta Velocità Frecciarossa (Turim-Milão-Florença-Roma-Nápoles), atualmente denominado Frecciarossa;
- Eurostar Alta Velocità Frecciargento (Roma-Veneza, Roma-Reggio Calabria e Roma-Lecce), atualmente denominado Frecciargento;
- Eurostar City Italia Frecciabianca, atualmente denimonado Frecciabianca;
- Eurostar Italia Business, desativado após a abertura da linha de alta velocidade Milão-Roma;
- Eurostar Italia Alta Velocità Fast, atualmente fundido aos comboios Frecciarossa e Frecciargento;
- Eurostar Italia Fast.

O nome Eurostar é usado sob licença da Iveco, que detém esta marca registada na denominação de um de seus caminhões. Apesar do nome idêntico, não há qualquer relação entre o Eurostar italiano e o serviço que liga Londres a Paris e Bruxelas por meio do Canal da Mancha.